# Xerocrassa subvariegata
Xerocrassa subvariegata е вид коремоного от семейство Hygromiidae.

## Разпространение
Видът е разпространен в Гърция (Крит).